# Otto Rapp (Entomologe)
Arno Albin Otto Rapp (* 3. Juli 1878 in Erfurt; † 13. Oktober 1953 ebenda) war ein deutscher Lehrer und Entomologe.

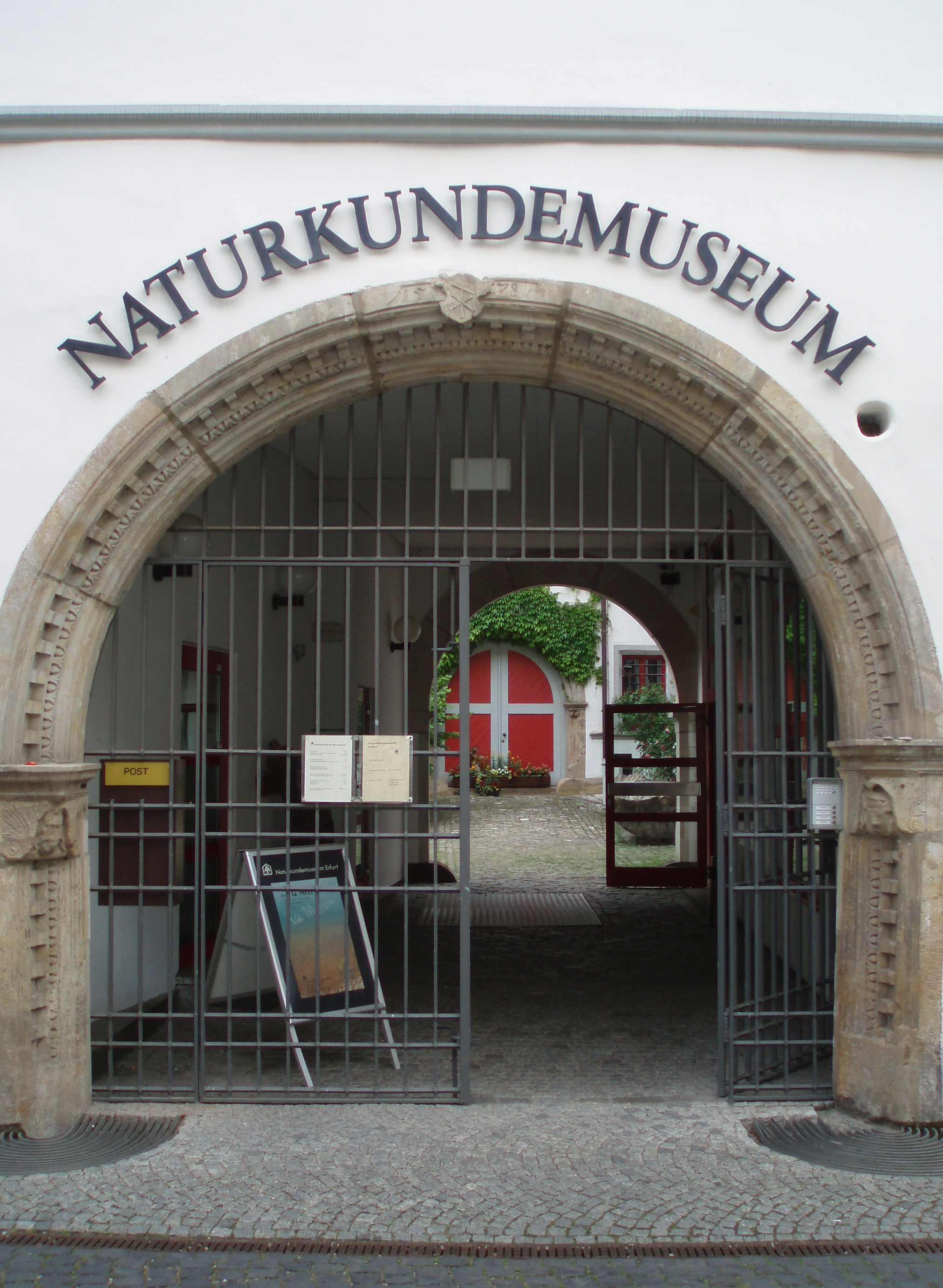
Eingang zum Naturkundemuseum Erfurt

## Leben und Werk
Rapp war als Thüringer Entomologe überregional bekannt. Rapp besaß auch eine umfangreiche entomologische Bibliothek, die sich im Naturkundemuseum Erfurt befindet. Es bildete sich um Rapp 1919 eine Arbeitsgemeinschaft mit naturkundlichem Interesse. Rapp gründete 1922 mit dieser in Erfurt das Thüringer naturwissenschaftliche Heimatmuseum Erfurt, aus dem später das Naturkundemuseum hervorging. Ziel war es, in einer Ausstellung die Wechselbeziehung zwischen Pflanzen und Tieren zur Umwelt darzustellen. Rapp war von 1919 bis zu seinem Tode 1953 ehrenamtlich für das Museum tätig. 15 Jahre nach seinem Tode wurde das Museum geschlossen und erst am 4. März 1995 wiedereröffnet. Im Deutschen Entomologischen Institut sind Briefe von und an Rapp erhalten. Zeitlebens war er außer für das Museum eben auch als Lehrer tätig. Der Grundstock der entomologischen Bestände des Museums ist Rapps eigene Sammlung, die er dem Museum schenkte. Diese wird als herausragend eingestuft.

## Ehrungen
- Anlässlich seines 65. Geburtstages erhielt 1943 Rapp die Gedenkmünze der Stadt Erfurt.[6]

## Werke (Auswahl)
- Otto Rapp: Erinnerungen aus meinem Leben – Geschichte des Museums für Naturkunde in 2 Teilen – wahrscheinlich Hektographie als Privatdruck Eigenverlag, Erfurt 1951.
- Ders.: Die Käfer Thüringens unter besonderer Berücksichtigung der faunistisch-oekologischen Geographie, Erfurt 1933–1935.
- Ders.: Die Fliegen Thüringens unter besonderer Berücksichtigung der faunistisch-oekologischen Geographie auf Grund der Literatur und der Beiträge zahlreicher Entomologen im Auftrage der Akademie gemeinnütziger Wissenschaften zu Erfurt, Erfurt 1942.
- Ders.: Beitrag zur Schmetterlingsfauna des Harzes, Erfurt 1936.